# 7000 danses
È il quarto album della band francese Indochine, pubblicato nell'ottobre del 1987. Ha venduto 350 000 copie.

## Il disco
Il disco è molto atteso dopo il grande successo ottenuto da 3 sia dal pubblico che dalla critica. 7000 Danses inizia ad essere registrato in Francia nel febbraio del 1987 e viene completato nel giugno del 1987 a Londra.
Il singolo che precede l'uscita dell'album è Les Tzars. Il brano non viene osannato dalla critica che lo considera minore rispetto a quelli di 3, ed a causa della tematica affrontata, la condanna fatta con satira di ogni forma di tirannia, e dal video clip, che mostra le immagini di dittatori come Hitler e Mussolini, non raccoglie molte approvazioni.
Questo album segna il passaggio della band dall'immagine orientale e vivace, ricca di colori, dalla musica elettronica ad un'immagine più cupa e a sonorità più rock, viene introdotta infatti la batteria per la prima volta.
La copertina dell'album è una foto di Fukase Masahisa in cui sono 4 corvi su uno sfondo grigio. Questa scelta serve a sottolineare il cambiamento di sonorità e look della band.
Vende bene anche in Canada, in Perù (60 000 copie), in Belgio, en Svizzera e anche in Germania ed Italia.

## Tracce
Testi di Nicola Sirkis, musiche di Dominique Nicolas.
1. La Buddha Affaire – 2:43 (musica: Dominique Nicolas)
2. Les Citadelles – 3:51 (testo: Nicola Sirkis – musica: Dominique Nicolas)
3. La chevauchée des Champs de Blé – 5:17 (testo: Nicola Sirkis – musica: Dominique Nicolas)
4. Il y a un Risque (Le Mèpris) – 4:30 (testo: Nicola Sirkis – musica: Dominique Nicolas)
5. Les Tzars – 4:38 (testo: Nicola Sirkis – musica: Dominique Nicolas)
6. La Machine à Rattraper le temps – 5:05 (testo: Nicola Sirkis – musica: Dominique Nicolas)
7. Un Grand Carnaval – 4:04 (testo: Nicola Sirkis – musica: Stéphane Sirkis)
8. 7000 Danses – 6:03 (testo: Nicola Sirkis – musica: Dominique Nicolas)
9. Une Maison Perdue – 5:55 (testo: Nicola Sirkis – musica: Dominique Nicolas)

## I singoli
- Les Tzars (uscito il giugno 1987)
- La Machine à rattraper le temps (uscito il dicembre 1987)
- La Chevauchée des champs de blé (uscito il giugno 1988)

## Formazione
- Nicola Sirkis voce
- Dominique Nicolas chitarre, sintetizzatore, batteria elettrica, basso e cori
- Stéphane Sirkis chitarre, sintetizzatore e cori
- Dimitri Bodianskin sassofono